# Gasteracantha cancriformis
Gasteracantha cancriformis là một loài nhện trong họ Araneidae. Chúng được Linnaeus mô tả lần đầu vào năm 1758.

## Hình ảnh

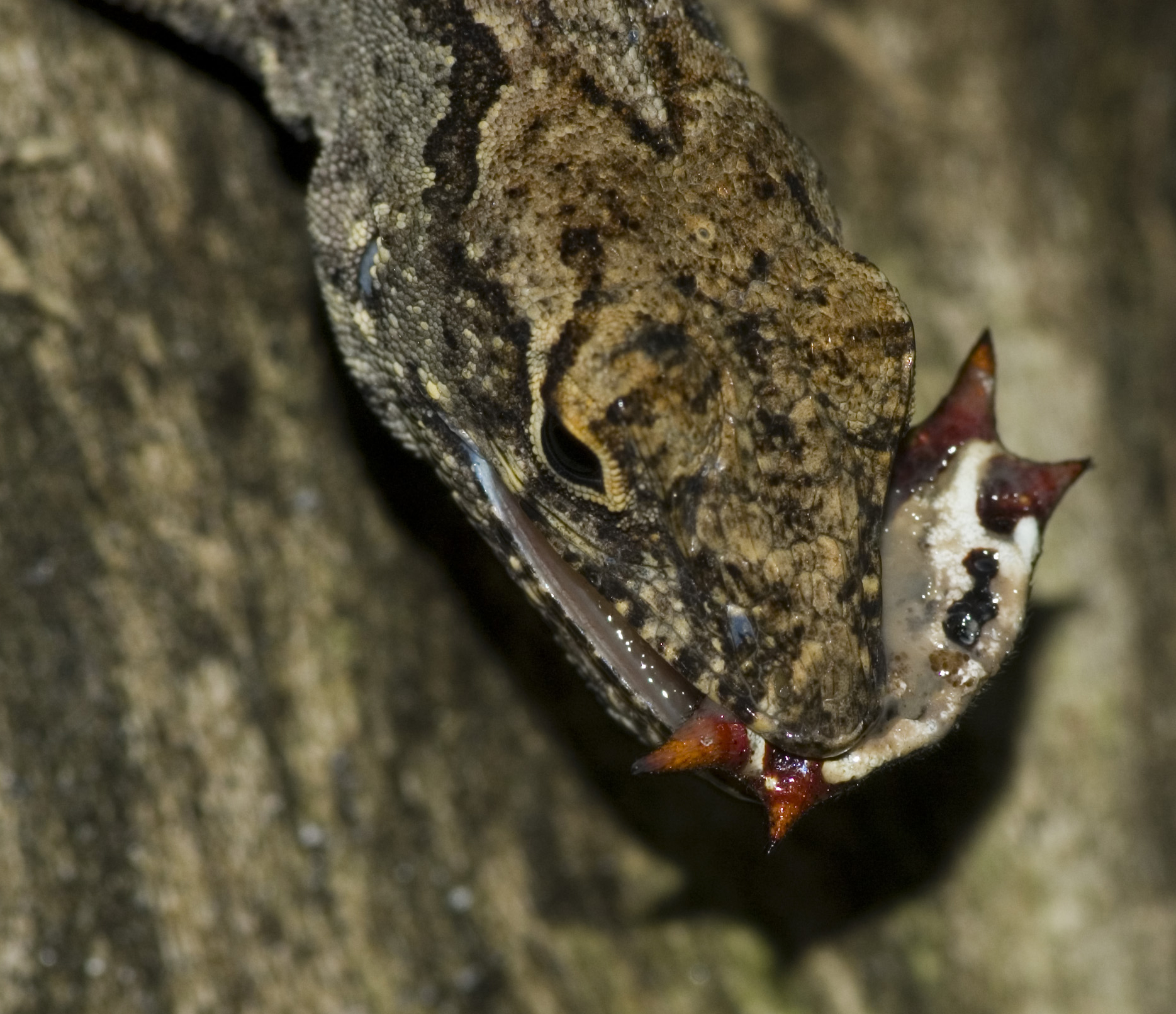
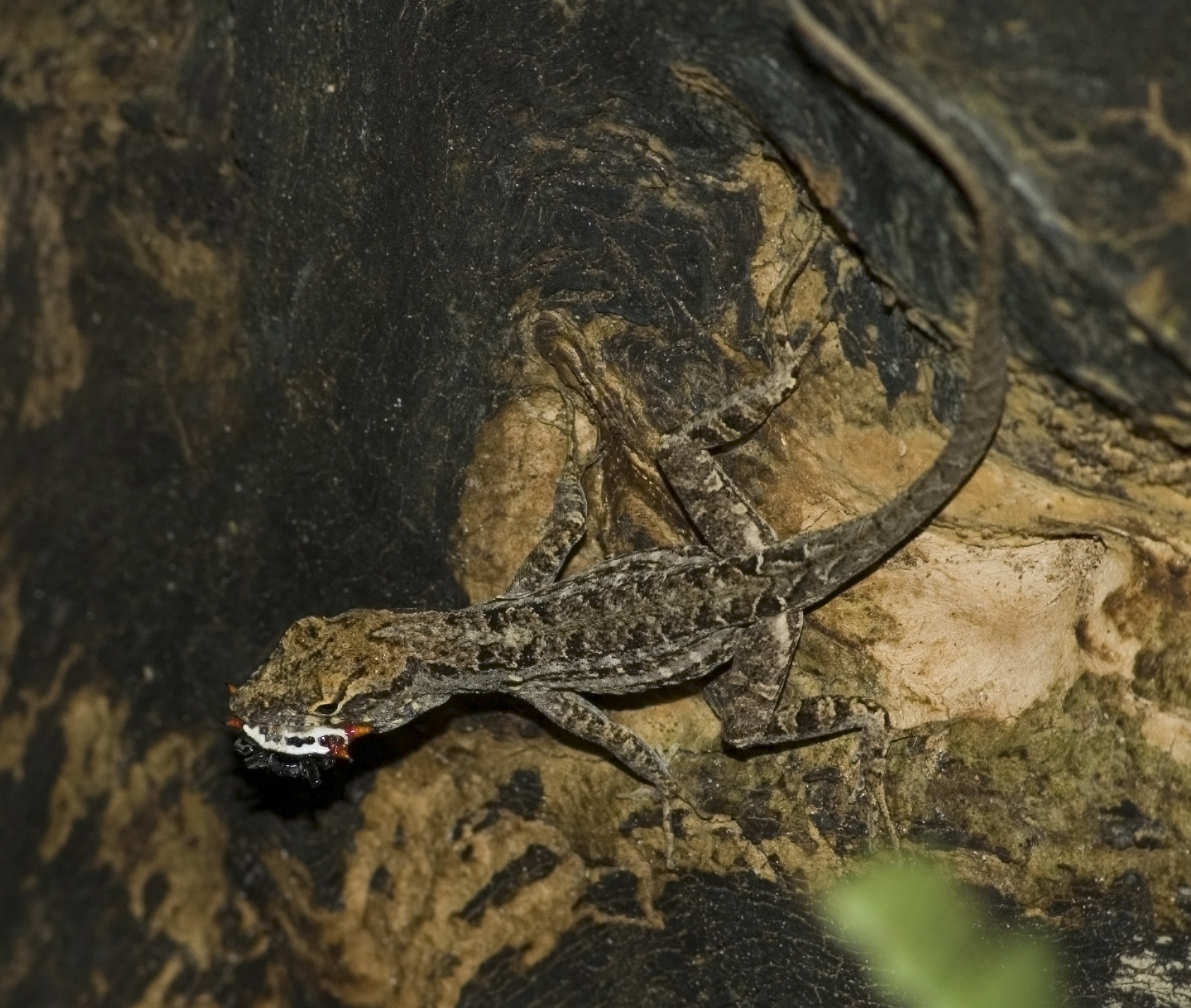
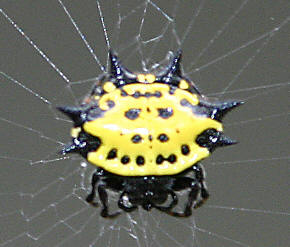
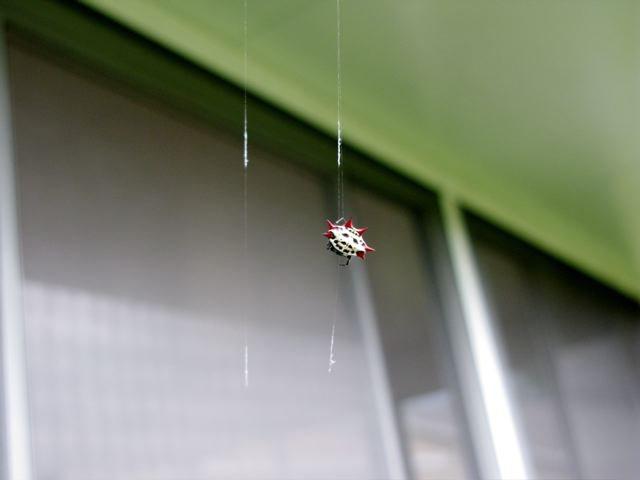
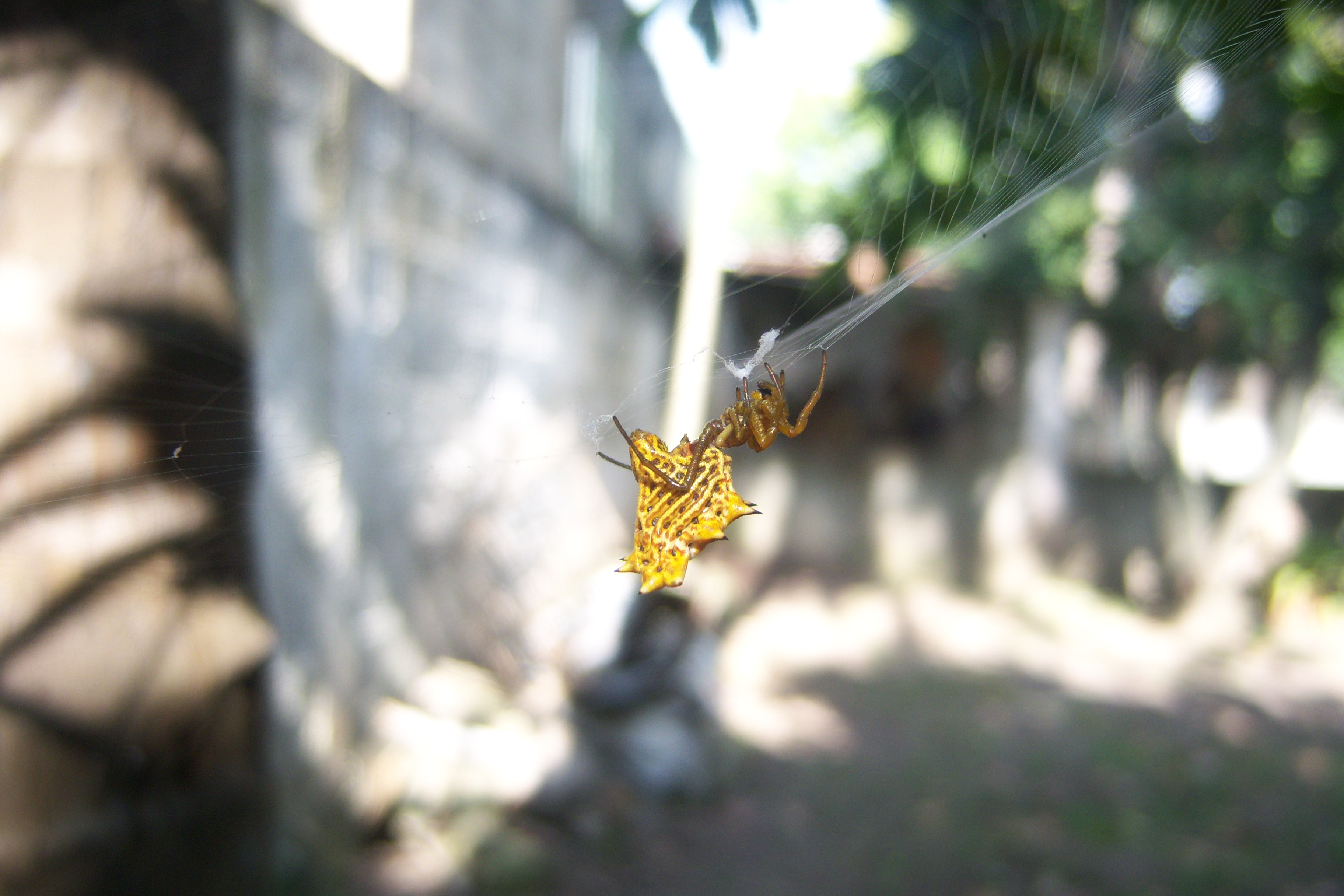

## Phân loài
- Gasteracantha cancriformis gertschi, Archer, 1941